# Flamatt
Flamatt est une localité suisse du canton de Fribourg, située dans le district de la Singine.

## Histoire
Flamatt est un village-rue situé dans une plaine entre Fribourg et Berne, au confluent de la Singine et de la Taferna. En 1340, Berne et Fribourg signèrent un accord de paix et renouvelèrent leur alliance dans le hameau de Sensebrücke, lieu de passage important comprenant un poste de douane, une chapelle et une auberge. Flamatt est le seul village à majorité protestante du district de la Singine. En 1534, la localité fut détachée de la paroisse catholique de Neuenegg et rattaché à celle de Wünnewil.
Dès le début du XIXe siècle, des protestants bernois émigrèrent à Flamatt. Ils ouvrirent en 1853 une école confessionnelle, qui fusionna en 1976 avec l'école publique. La paroisse protestante de Wünnewil-Flamatt-Ueberstorf fut fondée en 1999 (temple de David à Flamatt, construit en 1965). Les catholiques de Flamatt disposent depuis 1963 d'un rectorat et depuis 1972 d'un centre paroissial. Quoique de caractère agricole, la localité vit s'installer dès les années 1960 de nombreuses entreprises industrielles et de services.
La construction de la route cantonale passant par Mühletal en 1850, de la ligne ferroviaire Berne-Fribourg de 1856 à 1862, et surtout l'ouverture de l'autoroute A12 en 1973, transformèrent Flamatt, dont le nombre d'habitants augmenta. La présence d'un pont autoroutier, de hauts silos pour céréales fourragères et de petites et moyennes industries caractérisent la silhouette de ce village de pendulaires.
Flamatt fait partie de la commune de Wünnewil-Flamatt.

## Toponymie
1312 : Blamatten